# Iliade latine
L’Iliade latine (Ilias Latina) est un poème latin attribué à Publius Baebius Italicus, un sénateur romain ayant vécu au  Ier siècle. Il s'agit d'une adaptation condensée de l’Iliade d'Homère en 1070 hexamètres.

## Structure du texte
L’Ilias Latina relate, en 1 070 hexamètres latins, les mêmes événements que l’Iliade d'Homère, dans le même ordre, mais de façon beaucoup plus brève (le poème d'Homère comprend 15 693 vers). Une comparaison entre les deux textes montre que l'auteur s'attarde sur certaines séquences de son modèle et passe plus rapidement sur d'autres : il consacre davantage de place aux événements correspondant aux dix premiers chants de l’Iliade, puis aux événements des chants XVIII, XXII et XXIV. Le poète ne paraît pas avoir voulu reprendre les mêmes divisions pour son propre texte, car il lui arrive de changer de chant au milieu d'un vers. 
Le début et la fin du poème contiennent deux acrostiches de huit lettres chacun : les initiales des huit premiers vers forment le mot ITALICUS et celles des huit derniers vers le mot SCRIPSIT, les deux mots lus ensemble formant une signature : « Italicus scripsit » (« Italicus a écrit »),.

## Histoire du texte
L'auteur et la date du texte sont restés longtemps inconnus des savants modernes, car la plupart des manuscrits qui ont transmis le poème jusqu'à l'époque contemporaine le présentent soit sans nom d'auteur, soit en l'attribuant à des auteurs divers. Une scholie à la Thébaïde de Stace, due à Lactantius Placidus, se réfère à l’Ilias Latina en l'attribuant directement à Homère, sans prendre en compte l'auteur de l'adaptation latine. Les manuscrits datant d'après le XIIIe siècle attribuent le poème à Pindare. En 1875, un chercheur, O. Seyffert, est le premier à découvrir les acrostiches dissimulés au début et à la fin du texte : le nom Italicus conduit alors à supposer que le poème pourrait avoir été composé par Silius Italicus. Vingt-cinq ans après, en 1890, H. Schenk redécouvre un manuscrit, le Vindobonensis Latinus 3509, datant des XVe - XVIe siècles mais pas encore étudié jusqu'alors, qui présente le poème comme une épitomé, c'est-à-dire un résumé, de l’Iliade d'Homère, et qui surtout l'attribue à un nommé Baebius Italicus, qualifié de clarissimus, titre réservé aux sénateurs romains. H. Ces informations ont conduit à attribuer le poème à un Publius Baebius Italicus, sénateur romain du Ier siècle ayant commencé sa carrière sous le règne de l'empereur Vespasien et obtenu une questure en 90. Cette hypothèse reste fragile, ce qui conduit par exemple Gérard Fry, qui édite une traduction du texte aux Belles Lettres en 1998, à considérer le texte comme anonyme.
Le titre d'origine du poème a également été perdu, de sorte qu'il a reçu des titres variés selon les manuscrits : Epitome Iliados Homeri, Liber Homeri ou Homerus de bello Trojano ; le titre Ilias Latina prédomine depuis une édition du texte réalisée par Baehrens en 1881. Le texte a manifestement été considéré comme un résumé pendant l'Antiquité tardive et le Moyen Âge, et a été utilisé comme moyen d'accès à la matière homérique à une époque où la connaissance du grec était devenue rare.

## Genre et esthétique
Le poème a longtemps été considéré comme un simple résumé. Selon Gérard Fry, il s'agit d'une œuvre ayant sa propre esthétique, proche de l’epyllion pratiqué par les poètes alexandrins pendant l'époque hellénistique et caractérisé par sa brièveté, sa densité, et son goût pour l'érudition et le maniérisme. Le recours à des acrostiches (que l'absence de séparation des mots dans les textes antiques rendaient plus difficiles à apercevoir) pour former une sphragis (signature) est un autre élément plaçant le poème dans la lignée de l'esthétique alexandrine.
Le style du poète de l’Ilias Latina s'inspire beaucoup d'Ovide et dans une moindre mesure de Virgile. Il est composé dans une langue nettement plus simple à traduire que la plupart des autres classiques de la poésie latine.

## Éditions du texte
Une édition scientifique complète du texte est réalisée par Marco Scaffai en 1982, accompagnée d'une traduction italienne. En 1998, Gérard Fry réalise une traduction du texte, regroupée dans Récits inédits sur la guerre de Troie avec les traductions de deux autres poèmes peu connus adaptés du cycle troyen (l’Éphéméride de la guerre de Troie de Dictys de Crète et l’Histoire de la destruction de Troie signée Darès le Phrygien).

### Éditions de l’Iliade latine
- (fr) Récits inédits sur la guerre de Troie, traduits et commentés par Gérard Fry, Paris, Belles Lettres, « La Roue à livres », 1998. (Traduction française seule.)
- (en) George A. Kennedy, The Latin Iliad. Introduction, Text, Translation, and Notes, publication à compte d'auteur, 1999. (Texte latin et traduction anglaise.)
- (it) Marco Scaffai, Baebii Italici Ilias Latina, Bologna, 1982 (Édition scientifique du texte latin, traduction italienne.)

### Études

#### Ouvrages
- (it) Giuseppe Broccia, Prolegomeni all'« Omero Latino » (« Pubbl. della Facoltà di Lettere e Filosofia », 62), Università di Macerata, 1992, 169 p. , 10 pl.

#### Articles
- (en) Eleanor Dickey, compte rendu de l'édition du texte par George A. Kennedy, Bryn Mawr Classical Library, 1999. [lire en ligne]
- (it) Antonino Grillone, « Scorrendo l'ultima edizione di Bebio Italico », compte rendu de l'édition du texte par Marco Scaffai, Revue belge de philologie et d'histoire, 1992, n°70, p. 135-153. [lire en ligne]